# فرنسيس إي. يونغ
فرنسيس إي. يونغ (بالإنجليزية: Francis Elliott Young)‏ هو سياسي أمريكي، ولد في 28 سبتمبر 1876 في كليفلاند في الولايات المتحدة، وتوفي في 24 ديسمبر 1958. حزبياً، نشط في الحزب الجمهوري.